# Golful Commonwealth

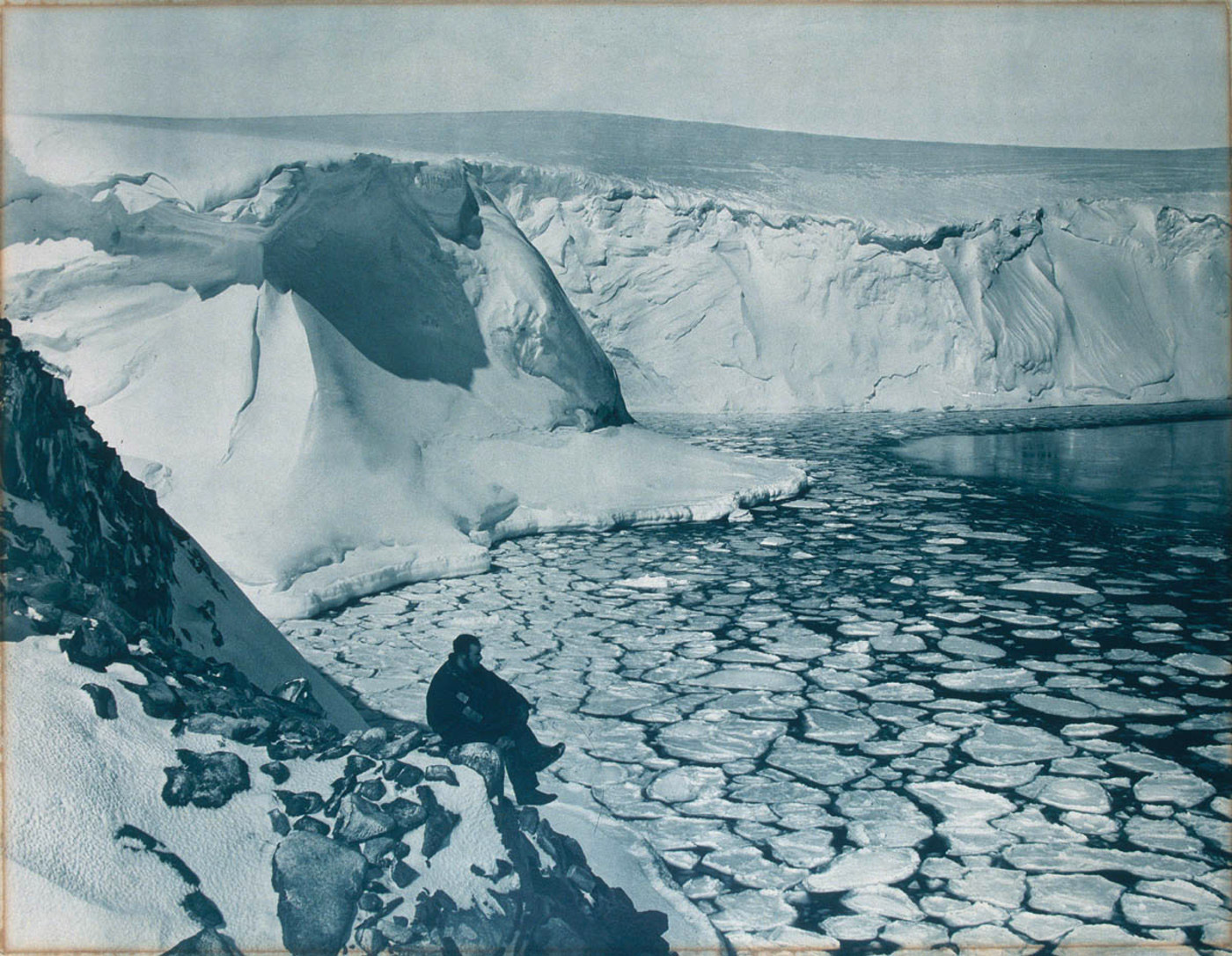
Golful Commonwealth, în timpul Expediţiei Antarctica Australasian în 1912.

Golful Commonwealth este un golf care are aproximativ 48 km lărgime de la intrarea dintre Point Alden și Capul Gray în Antarctica.

## Istoria
Acesta a fost descoperit în 1912 de către Expediția Antarctica Australasian condusă de Douglas Mawson, care a stabilit baza principală a expeditiei de la Capul Denison (extremitatea golfului). Golful a fost numit de Expediția Australasian Antarctica după Commonwealth din Australia.

## Vânturile Katabatice
Apare în Guinness Book of World Records și în a opta ediție a National Geographic Atlas ca locul de pe Pământ unde bat vânturi de peste 240 km pe oră în mod regulat și viteza medie anuală a vântului este de 80 km pe oră.
Furtunile sunt cauzate de vântul katabatic - flux concentrat de aer rece care curge de-a lungul suprafeței abrupte a calotei de gheață spre mare și accelerează pe suprafața de gheață de la Capul Denison. În timpul verii sunt perioade de calm relativ, dar în timpul iernii furtunile sunt deosebit de puternice și de lungă durată. Este caracteristic faptul că furtunile pot să pornească pe neașteptate și pot dura o perioadă lungă de timp sau pot să se încheie în mod neașteptat. Începutul brusc și sfârșitul unei furtuni ar putea fi însoțit de vârtejuri, puternice și expresive de nori, care sunt de scurtă durată care se află în mișcare rapidă pe linia de coastă.

## Fauna
În ciuda condițiilor meteorologice extreme, coasta golfului Commonwealth este locul unde cresc specii de pasărea furtunii (din Antarctida), pinguini împărat și pinguini Adelie.